# Holt (Lawrence County, Kentucky)
Holt ist ein gemeindefreies Gebiet im Lawrence County, Kentucky in den Vereinigten Staaten.

## Lage
Der Ort befindet sich an der Kentucky Route 644. Er liegt 3,2 km südlich von Louisa. Er befindet sich am Levisa Fork.